# Chapelle Notre-Dame de Clairefontaine
La chapelle Notre-Dame de Clairefontaine (connue également sous le nom de Notre-Dame-du-bel-Amour) est un édifice religieux catholique de style néo-roman sis à Clairefontaine, près d’Arlon en Belgique. Construite par les Jésuites en 1875, là-même où se trouvait le sanctuaire de l’ancienne abbaye de Clairefontaine, la chapelle sert de lieu de culte aux quelques habitants du hameau de Clairefontaine.

## Histoire
Les jésuites achètent en 1874 le site de l’ancienne abbaye de Clairefontaine, à quatre kilomètres à l’est d’Arlon, et près de la frontière luxembourgeoise pour y construire la maison de campagne de leur nouveau noviciat (d’Arlon). Il n’y a plus que ruines et le tout est dans un état de grand abandon. Lors des travaux de déblaiement des novices jésuites découvrent des ossements humains dans un orifice recouvert d’une pierre. Une plaque en étain les identifie comme étant ceux de la comtesse Ermesinde Ire de Luxembourg (1186-1247), fondatrice de l’abbaye. Les ossements, qui forment un squelette quasi complet, sont placés dans un coffret de fer, et ce dernier dans un sarcophage de bois. 

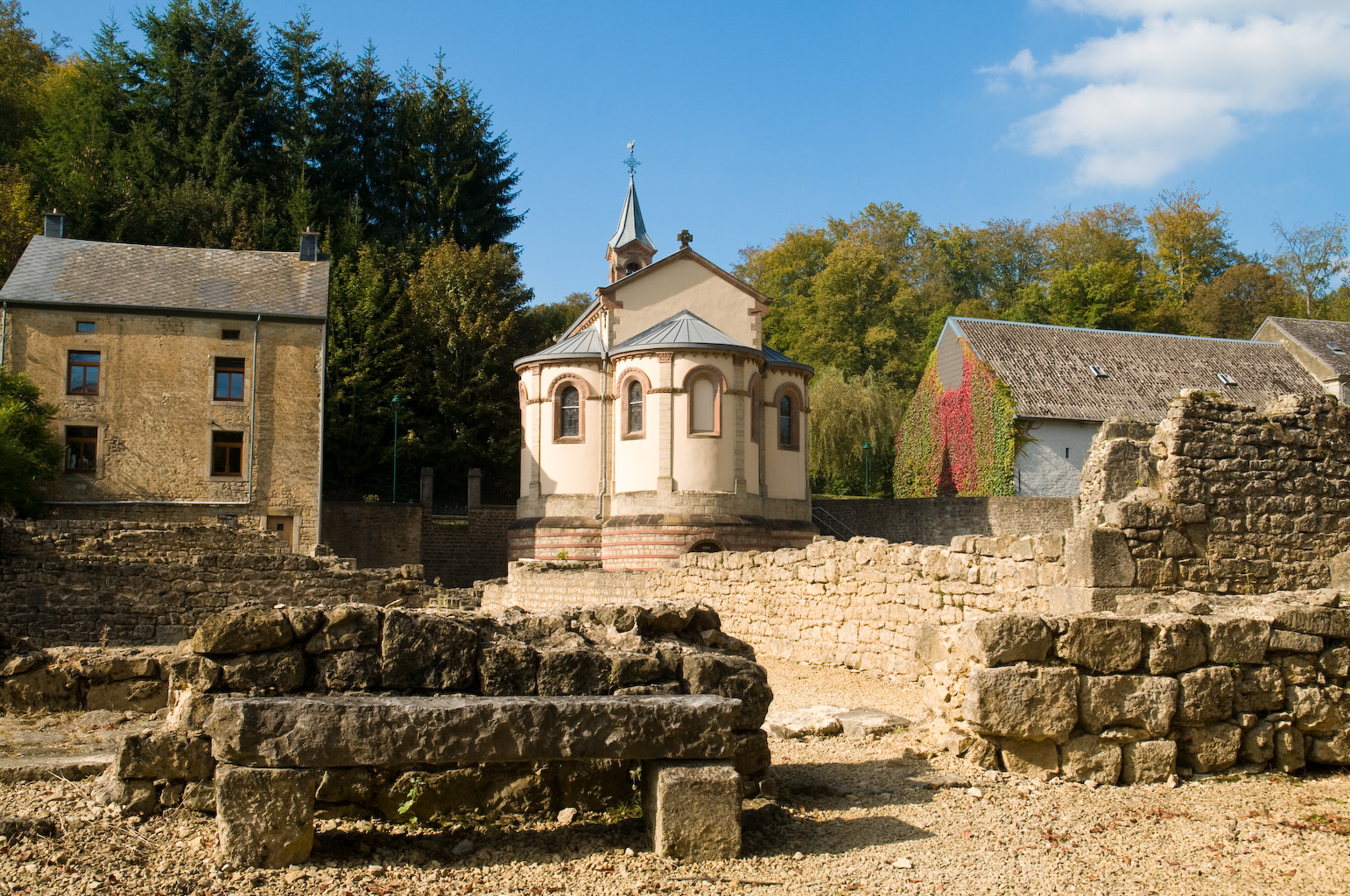
La chapelle, vue à partir des ruines de l'abbaye

Les jésuites construisent une chapelle (de 1875 à 1877) pour y abriter la statue de Notre-Dame de Clairefontaine qui fut la protectrice de l’ancienne abbaye, au dessus de la crypte de l’ancienne abbatiale. L’architecte en est le Luxembourgeois Charles Arendt (lb). Le coffret en fer avec les reliques d’Ermesinde sont placés dans un nouveau sarcophage de marbre (avec gisant) qui sont placés dans le transept droit de la petite chapelle.
Sous l’impulsion des Jésuites qui encouragent la dévotion à Notre-Dame de Clairefontaine, la chapelle devient centre de pèlerinage marial des catholiques d’Arlon et des environs. Elle est fort fréquentée surtout durant le mois de mai. Les novices jésuites, en promenade à partir d’Arlon, visitent souvent la chapelle, dite également « Notre-Dame du Bel-Amour ».
Le noviciat jésuite d’Arlon est transféré à Wépion en 1968. Le domaine de Clairefontaine devient en 1972 la propriété des Œuvres du doyenné d’Arlon (paroisse Saint-Martin) qui y aménage un centre pour activités pastorales et culturelles qui reprend l’ancien nom de « Bardenbourg ». 
Lors d’une première restauration, en 1984, le sarcophage est redescendu dans la crypte, près de la source Saint-Bernard, où il se trouve encore. 
De 1997 à 2000 des fouilles archéologiques sont organisées par la Région wallonne et la chapelle est restaurée par le Grand-Duché de Luxembourg. 

## Patrimoine
- les statues de Notre-Dame de Clairefontaine (XIIIe siècle) et de saint Bernard (XVIe siècle).
- Le sarcophage d’Ermesinde de Luxembourg, avec gisant de marbre, qui se trouve dans la crypte, sous la chapelle.
- Dix vitraux, installés dans les années 1930, illustrent les trois traditions qui se rencontrent à Clairefontaine (cistercienne, luxembourgeoise et jésuite) : Ermesinde, Marguerite du Bar, Hawis de Bar (première abbesse de Clairefontaine: 1257-1280), Bienheureuse Hombeline (sœur de saint Bernard), Jeanne de Luxembourg (petite fille d’Ermesinde et abbesse de 1295 à 1311), Henri V, Le Blondel (fils d’Ermesinde), saints Bernard, Ignace (fondateur de la Compagnie de Jésus), Stanislas Kostka (saint patron des novices jésuites), François Xavier (saint patron de la maison jésuite d’Arlon)[3]
- La source Saint-Bernard, qui se trouve derrière la chapelle, en face de l’entrée (extérieure) vers la crypte.